# Ignacy Wendziński
Ignacy Wendziński (ur. w 1828, zm. w 1901) – polski dziennikarz działający za granicą, głównie w Stanach Zjednoczonych.

## Szkic biograficzny
Organizator polonijnego dziennikarstwa w Stanach Zjednoczonych. Uczestnik Powstania wielkopolskiego w 1848 roku, a także powstania styczniowego. Po klęsce tego ostatniego udał się na emigrację. Był redaktorem Orła Polskiego. Od roku 1876 wydawał także tygodnik Przyjaciel Ludu. Założyciel polskiej drukarni w Chicago. Autor oraz wydawca wielu polskich książek i podręczników.